# 美國信安金融集團
美國信安金融集團（英語：The Principal Financial Group，：PFG）成立於1879年，是一家以美國為基地的國際性跨國保險及金融服務機構，在全球多個地方擁有業務。
2019年4月10日美國信安金融集團以12億美元收購富國銀行的機構退休和信託業務

## 信安香港
信安香港是美國信安金融集團旗下公司，在香港提供強積金及投資服務。
2004年，信安香港向國浩集團收購道亨基金管理，是香港推行強積金服務以來的首宗收購合併。道亨基金所管理資產約3億美元，其中強積金佔1.4億美元。
2014年11月，信安以26億港元收購安盛香港港強積金業務。收購完成後，信安香港在香港強積金市場佔有率由第八升至第五。根據2014年6月的市場統計，信安強積金管理的總資產為184億港元，市佔率3.4%，排名第8位，收購安盛香港強積金業務後，市佔率會升至6.4%。

## 外部連結
- 美國信安金融集團 （页面存档备份，存于）
- 信安香港 （页面存档备份，存于）